# 3743 Pauljaniczek
3743 Pauljaniczek је астероид главног астероидног појаса са средњом удаљеношћу од Сунца која износи 2,202 астрономских јединица (АЈ).
Апсолутна магнитуда астероида је 13,7.